# 埃馬港鎮區 (北達科他州迪基縣)
埃馬港鎮區（英語：Port Emma Township）是位於美國北達科他州迪基縣的一個鎮區。

## 地方資料
埃馬港鎮區的面積為69.88平方千米，當中陸地面積為98.62平方千米，而水域面積為1.26平方千米。根據2020年美國人口普查的數據，當地共有人口45人，而人口密度為每平方千米0.64人。